# Grootkruis en maarschalkstaf
Grootkruis en maarschalkstaf is een hoorspel naar het toneelstuk Bâton et ruban (1962) van Jacques Audiberti. Het werd op 4 september 1963 door de Westdeutscher Rundfunk onder de titel Stöckchen und Bändchen uitgezonden. Gérard van Kalmthout vertaalde het en de KRO zond het uit in het programma Dinsdagavondtheater op dinsdag 3 oktober 1967 (met een herhaling op dinsdag 5 juni 1973). De regisseur was Willem Tollenaar. Het hoorspel duurde 62 minuten.

## Rolbezetting
- Luc Lutz (verteller)
- Joan Remmelts (de Marquis de Vauban)
- Ton Lutz (Abbé Ragot)
- Bert Dijkstra (Louis Dastrellier)
- Wam Heskes Boudin ()
- Gerard Heystee (een politieagent)
- Wiesje Bouwmeester (Geneniève Bruneau)
- Enny Mols-de Leeuwe (mevrouw Dietrich)
- Tine Medema (mevrouw Charlotte de Mesgrigny)
- Fé Sciarone (mevrouw Jeanne-Françoise de Valentinay d'Ussé)
- Hetty Berger, Joke Hagelen, Corry van der Linden, Dogi Rugani & Nel Snel (vrouwen)

## Inhoud
Sébastien le Prestre, Marquis de Vauban, was een 17de-eeuwse vestingbouw- en staathuishoudkundige. Hij schreef een memorandum, Projet d’une dîme royale, waarin hij een hervorming van het belastingstelsel bepleitte in de zin van een meer met het inkomen overeenkomende heffing en die van hem een sociaal hervormer maakte. Hij verwachtte daarmee de Franse koning gediend te hebben, maar viel bij het hof in ongenade…